# Coleophora pulmonariella
Coleophora pulmonariella é uma espécie de mariposa do gênero Coleophora pertencente à família Coleophoridae.